# Zimowe Igrzyska Paraolimpijskie 1998
VII Zimowe Igrzyska Paraolimpijskie odbyły się w japońskiej miejscowości Nagano w dniach 5–14 marca 1998.

## Dyscypliny
Rozegrano 34 konkurencje w 4 dyscyplinach:
- Hokej na lodzie na siedząco
- Łyżwiarstwo szybkie na siedząco
- Narciarstwo alpejskie
- Narciarstwo klasyczne
  - Biathlon
  - Biegi narciarskie

## Państwa biorące udział w VII ZIP
| - Armenia - Australia - Austria - Białoruś - Bułgaria - Czechy - Dania - Estonia - Finlandia | - Francja - Hiszpania - Holandia - Iran - Japonia - Kanada - Kazachstan - Korea Południowa - Niemcy - Nowa Zelandia | - Norwegia - Polska - Południowa Afryka - Rosja - Słowacja - Słowenia - Stany Zjednoczone - Szwecja - Szwajcaria - Ukraina - Węgry - Wielka Brytania - Włochy |

## Klasyfikacja medalowa
| Klasyfikacja medalowa |                   |       |        |      |       |
| Pozycja               | Państwo           | Złoto | Srebro | Brąz | Razem |
| 1                     | Norwegia          | 18    | 9      | 13   | 40    |
| 2                     | Niemcy            | 14    | 17     | 13   | 44    |
| 3                     | Stany Zjednoczone | 13    | 8      | 13   | 34    |
| 4                     | Japonia           | 12    | 16     | 13   | 41    |
| 5                     | Rosja             | 12    | 10     | 9    | 31    |
| 6                     | Szwajcaria        | 10    | 5      | 8    | 23    |
| 7                     | Hiszpania         | 8     | 0      | 0    | 8     |
| 8                     | Austria           | 7     | 16     | 11   | 34    |
| 9                     | Finlandia         | 7     | 5      | 7    | 19    |
| 10                    | Francja           | 5     | 9      | 8    | 22    |